# オーロフ・トレーン
オーロフ・トレーン（Olof Torén、1718年10月1日 - 1753年8月17日）は、スウェーデンの牧師、植物学者である。カール・フォン・リンネの弟子の一人で、中国、インドの植物を収集した。

## 略歴
ヴェステルイェートランド地方のサーティラ(Sätila)で生まれた。1737年にウプサラ大学を卒業し、1747年に牧師となった。スウェーデン東インド会社の商船の司祭として、アジアに航海した。1748年から1749年に、Hoppet号に乗り込みアジアで植物採集し、1750年からGötha Leijon号で中国へ航海し、半年ほど中国の広東に滞在した。1752年にヨーロッパに戻るが、アジア滞在中に病気にかかり、ブーヒュースレーンで没した。
没後、トレーンの旅行記録「1750年6月1日から1752年4月26日のスラート、中国などの東アジアの旅」（"En Ostindisk Resa til Suratte, China &c. från 1750 April 1. til 1752 Jun. 26"）が出版され各国語に翻訳された。
リンネによってアゼナ科の植物の属名、Torenia（和名:ツルウリクサ属）にトレーンの名前がつけられた。